# 箸拳
箸拳（はしけん）とは2人が相対して3本ずつの赤箸を前面に突き出し、箸の合計本数（自分のものと相手のもの）を威勢よくリズミカルな調子で当てる拳遊び、お座敷遊びである。1963年以降、10月1日に高知酒造組合主催の「土佐はし拳大会」が開催されている。

## 歴史
1849年（嘉永2年）に宿毛の大黒屋丑松（1882年（明治15年）64歳で死去）方を訪れた薩摩の船頭が薩摩拳を伝え、それを宿毛の船頭が発展させたという。当初は、金銭を賭けた博打だったが、いつしか盃に満たした酒を負けた方に飲ませるお座敷遊びに変わった。1901年（明治34年）、高知の箸拳好きが「箸拳講」をはじめ、日露戦争の頃に高知県下に広まった。

## ルール
箸拳のルールは以下の通り。
1. 対戦する2人が赤箸を3本ずつ持ち、正座して向き合う。
2. ジャンケン等で先攻（打ち込み）・後攻（受け）を決める。
3. お互いに両手を後ろに廻し、相手から見えないようにする。
4. 後攻の者は何本かを相手から見えないように握って前に出し、「いらっしゃい」と言う。（箸の数は0～3本の4通り。この時持った箸の数が0～1本なら「1本」、2～3本なら「5本」を後に宣言する）
5. 先攻の者は相手の数を予想して、合計が3本になるように自分でも何本か握り、相手から見えないように威勢よく前に出し、「3本」と言う。
6. 後攻の者は4で決めた「1本」または「5本」を宣言します。
7. 両者は手を開いて箸を見せ合い、2人の箸の合計が3本なら先攻の勝ち、1本か5本なら後攻の勝ち
8. 両者ともに外れたら、先攻・後攻を換えて続行。
9. 3本勝負で、先に2回勝った方が勝ち。負けた方が中央に置いた罰盃を飲む。